# Sous-préfecture de Hidaka
Pour les articles homonymes, voir Hidaka.
La sous-préfecture de Hidaka (日高振興局, Hidaka-shinkō-kyoku) est une sous-préfecture de l'île de Hokkaidō, au Japon.

## Toponymie
Le toponyme « Hidaka » dérive du nom d'une ancienne province japonaise : la province de Hidaka, créée en 1869.

## Géographie

### Démographie
Au 30 mars 2015, la sous-préfecture de Hidaka comportait 70 882 habitants répartis sur une superficie de 4 811,97 km2 (densité de population de 15 hab./km2).

## Divisions administratives

### Bourgs par district
La sous-préfecture de Hidaka est composée de sept bourgs répartis en six districts ruraux.
- District de Hidaka
  - Shinhidaka
- District de Horoizumi
  - Erimo
- District de Niikappu
  - Niikappu
- District de Samani
  - Samani
- District de Saru
  - Biratori
  - Hidaka
- District d'Urakawa
  - Urakawa (chef-lieu)

## Histoire
- 1897 : la sous-préfecture d'Urakawa est créée.
- 1932 : la sous-préfecture d'Urakawa est renommée en sous-préfecture de Hidaka.